# Alberto Pezzi
Alberto Pezzi (Verona, 9 novembre 1692 – Venezia, 14 settembre 1764) è stato un imprenditore italiano della Repubblica di Venezia.
Proveniente da un'antica famiglia della Valsolda, fu uno dei maggiori protagonisti della vita mercantile e protoindustriale veneziana nel Settecento. Gestì con fortuna una impresa attiva nel commercio tessile con varii negozi nella città lagunare. Nel 1739 iniziò il suo sodalizio con Nicolò Tron con il quale entrò in società avviando con criteri di gestione e produzione più moderni il Lanificio di Schio.
Dopo l'esperienza scledense e lo scioglimento del sodalizio con Tron e Giorgio Sthal, fondò il Lanificio Pezzi a Pieve di Soligo che rappresentò la prosecuzione dell'antico lanificio Ciassi che aveva operato con fortuna in loco tra la fine del Seicento e l'inizio del Settecento. L'impresa industriale avviata da Alberto Pezzi arrivò a dar lavoro a un migliaio di dipendenti.